# Ценеров диод
Ценеров диод (още опорен диод, стабилитрон) е вид диод, който се използва за стабилизиране на напрежение и се включва винаги в обратна посока. p-n преходът на Ценеровите диоди е твърде тесен и при определено обратно напрежение в него възниква електрически пробив, който не поврежда прехода. Високоволтовите Ценерови диоди (Uz > 7V) работят с лавинен пробив, а нисковолтовите (Uz<6V) с тунелен. В резултат на пробива обратният ток Iобр рязко нараства, а напрежението остава почти неизменно. Ценеровият диод носи името на Кларънс Ценер.
Основни параметри на Ценеровите диоди са:
- Напрежение на стабилизация Uz – напрежението в областта на стабилизация при номинален ток Iz.

- Минимален ток на стабилизация Izmin – стойността на тока, при която пробивът е устойчив. Определя се от съображението, че при много малки токове процесът на ударна йонизация е неустойчив и възникват значителни шумове.

- Максимален ток на стабилизация Izmax – най-големият ток на стабилитрона, при който разсейваната мощност не превишава допустимите граници. При Iz > Izmax настъпва топлинен пробив.

- Максимална разсейвана мощност – най-голямата мощност, разсейвана от p-n прехода, при която не възниква топлинен пробив.

- Диференциално съпротивление при зададен ток на стабилизация rz=dU/dI ~ ΔU/ΔI. Колкото по-малко е диференциалното съпротивление, толкова по-добри са стабилизиращите свойства на Ценеровия диод.[1]

## Действие
Стандартният диод пропуска значителен ток, ако е свързан на обратно над пробивното напрежение. Когато това напрежение при обратно свързване се достигне, конвенционалният диод бива подлаган на висок ток, поради лавинния пробив. Освен ако този ток не е ограничен в останалата част от веригата, диодът може да бъде безвъзвратно повреден от прегряването. Ценеровият диод има почти същите свойства с изключение на това, че приборът е специално проектиран така, че да има по-малко пробивно напрежение – т.нар. Ценерово напрежение. За разлика от стандартния диод, свързаният на обратно Ценеров диод проявява контролиран пробив и позволява на тока да поддържа напрежението през Ценеровия диод близо до пробивното. Така например, Ценеров диод с пробивно напрежение от 3,2 V има пад на напрежението от 3,2 V в широк диапазон на обратни токове. Следователно, Ценеровият диод е идеален за приложения като генератор на опорно напрежение или стабилизатор на напрежението при малки токове.
Друг механизъм, който предизвиква подобен ефект, е лавинният ефект. Всъщност, двата вида диоди се правят по един и същ начин и в тях присъстват един и същи ефекти. В силициеви диоди до 5,6 V, Ценеровият ефект е преобладаващ и показва значителен отрицателен температурен коефициент на електрическото съпротивление. Над 5,6 V, лавинният ефект става преобладаващ и проявява положителен температурен коефициент.
В диод от 5,6 V присъстват и двата ефекта и техните съответни температурни коефициенти почти се компенсират взаимно. Следователно, този диод е полезен в приложения, където температурата е от особено значение. Алтернативен подход, който се използва за опорно напрежение, което трябва да е много стабилно в продължение на дълги периоди от време, включва употребата на Ценеров диод с температурен коефициент на съпротивлението от +2 mV/°C (пробивно напрежение 6,2 – 6,3 V), който се свързва последователно със силициев диод (или транзисторен B-E преход) върху същата схема. Силициевият диод има температурен коефициент от −2 mV/°C, при което температурните коефициенти взаимно се погасяват.
Съвременните производствени техники създават устройства с напрежения под 5,6 V, които имат пренебрежимо малки температурни коефициенти, но при устройствата с по-голямо напрежение температурният коефициент се увеличава драстично.
Под 5,6 V, където преобладава Ценеровият ефект, волт-амперната крива близо до пробива е по-закръглена, докато над 5,6 V, където преобладава лавинният ефект, кривата е много по-остра при пробива.

## Приложение
Ценеровите диоди имат широка употреба като генератори на опорно напрежение (като шунтови регулатори) за регулиране на напрежението в малки вериги. Когато се свържат успоредно и на обратно с източник на променливо напрежение, Ценеровите диоди са проводими, когато напрежението достигне пробивното напрежение на диода. От този момент нататък, относително ниският импеданс на диода поддържа напрежението през диода при тази стойност.
В тази верига, типичен регулатор, входното напрежение Uin се регулира до стабилно изходно напрежение Uout. Пробивното напрежение на диода D е стабилно в широк токов диапазон и поддържа Uout относително постоянно, дори когато входното напрежение се колебае в значителни граници. Поради ниския импеданс на диода при това свързване, резисторът R се използва за ограничаване на тока през веригата.
В този случай, токът на преминаващ през диода, се определя чрез закона на Ом и дадения пад на напрежението при резистора:
{\displaystyle I_{\text{diode}}={\frac {U_{\text{in}}-U_{\text{out}}}{R}}}
Към диода в тази верига може да бъде свързан товар. Докато се поддържа обратния пробив, диодът представлява източник на стабилно напрежение към товара. Ценерови диоди в тази конфигурация се използват често за източници на стабилно опорно напрежение в по-сложни схеми за регулиране на напрежение.
Шунтовите регулатори са прости, но условието баластовият резистор да е достатъчно малък, за да се избегне голям пад на напрежението по време на работа в най-лошия случай (ниско входно напрежение с висок ток на товара), като цяло оставя висок ток да протича в диода през повечето време, което прави този тип регулатори доста разточителни и с високо разсейване на мощността, което е подходящо само за малки товари.
Ценеровите диоди се срещат, обикновено свързани последователно, в преходи база-емитер при транзистори, където изборът на прибор, центриран при лавинната или Ценеровата точка, може да се използва за въвеждане на компенсиращ температурен коефициент, който да балансира транзисторния p-n преход. Пример за тази употреба е постояннотоков усилвател на грешки, който се използва в регулируема захранваща верига със система за обратна връзка.
Ценерови диоди се използват и в защитите против пренапрежение за ограничаване на преходните скокове в напрежението.
Друга употреба на Ценеровия диод е при апаратните генератори на случайни числа, тъй като диодът може да създава „шум“ при лавинен пробив.